# Paus Clemens VII
Clemens VII, geboren als Giulio de' Medici (Firenze, 26 mei 1478 – Rome, 25 september 1534), was paus van november 1523 tot aan zijn dood. Hij was de opvolger van Adrianus VI.
Clemens VII werd geboren als Giulio de' Medici, de buitenechtelijke zoon van Giuliano di Piero de' Medici. Hij volgde Lorenzo II op als leider van de familie de' Medici, maar deed in 1523 afstand van zijn functie om tot paus te worden verkozen. Daarmee was hij na zijn neef Leo X de tweede paus uit dit beroemde geslacht. Met de verkiezing van kardinaal Giulio de' Medici leek het alsof de gouden tijd van de' Medici was teruggekeerd. Clemens VII was echter veel strenger en ook plichtsgetrouwer dan Leo X ooit was geweest.
Door aanvankelijk Frans I van Frankrijk te steunen in de Italiaanse Oorlog van 1521 tot 1526, tot grote ergernis van Karel V, trachtte de nieuwe paus de Spaanse druk op Italië tegen te gaan, hetgeen echter totaal mislukte. Na de Franse nederlaag in de Slag bij Pavia en de gevangenneming van Frans I zocht hij de bescherming van de keizer om zich vervolgens weer aan te sluiten bij de Liga van Cognac (1526, een militair bondgenootschap met Frankrijk, Milaan, Venetië, en Florence) tégen de keizer. Dit leidde tot de inneming en een door de keizer onbedoelde plundering van Rome (6 mei 1527) door de keizerlijke troepen. Paus Clemens vluchtte naar de Engelenburcht, maar moest zich uiteindelijk gewonnen geven en werd gevangengenomen. Hij kwam pas vrij na de uitdrukkelijke belofte van neutraliteit in het Habsburgs-Franse conflict, verliet de verwoeste stad en vestigde zich eerst in Orvieto en daarna in Viterbo. De verzoening met Karel V en diens keizerkroning in 1530 was slechts een schijnvrede.

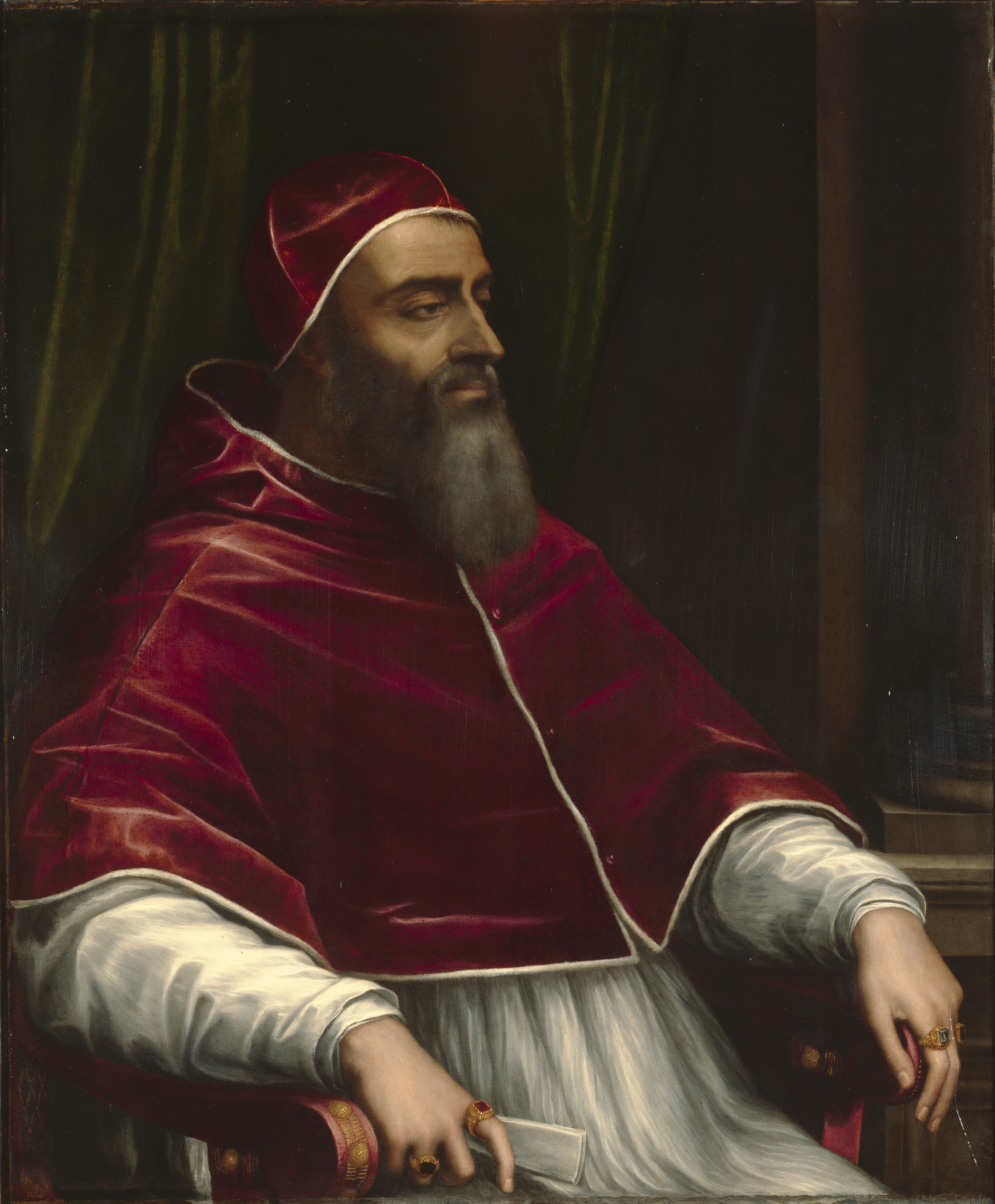
Paus Clemens VII op latere leeftijd, geschilderd door Sebastiano del Piombo

Clemens VII was grotendeels verantwoordelijk voor de sterke verspreiding van de Reformatie in de noordelijke Europese landen. Door zijn afwachtende en diplomatieke houding, en zijn categorische weigering om op verzoek van de keizer een algemeen concilie bijeen te roepen, verknoeide de paus niet alleen een mogelijkheid de verzoening tussen de Kerk en de Reformatie te realiseren, zijn onhandige optreden in de echtscheiding van Hendrik VIII van Engeland, die hij in 1533 excommuniceerde, leidde ook tot de afscheiding van de Anglicaanse Kerk. Hij toonde evenmin sympathie voor de hervormingsbewegingen die binnen de kerk al actief waren, en die later zouden leiden tot de stichting van religieuze orden als de jezuïeten, ursulinen en kapucijnen.
Trouw aan de traditie van de Medici was Clemens VII ook een beschermer van kunsten en wetenschappen, maar zijn mecenaat bleef beperkt door gebrek aan financiën. In 1524 gaf hij wel opdracht tot gevangenneming van de kunstenaar Marcantonio Raimondi om zijn gravures voor de I Modi. Hij gaf Michelangelo de opdracht voor het ontwerpen van de Medicikapel van de San Lorenzo Basiliek en de Biblioteca Medicea Laurenziana in Firenze.
Clemens VII is, samen met zijn neef Leo X, begraven in de Aldobrandinikapel in de Santa Maria sopra Minerva in Rome.
Cursief: tegenpaus
- Biblioteca Nacional de España: XX1240078
- Bibliothèque nationale de France: cb13623902x (data)
- Catàleg d'autoritats de noms i títols de Catalunya: 981058518538906706
- Digitale Bibliotheek voor de Nederlandse Letteren: clem034
- Gemeinsame Normdatei: 118723510
- International Standard Name Identifier: 0000 0001 2143 2441
- Library of Congress Control Number: n88002890
- Nationale Bibliotheek van Tsjechië: xx0173848
- Nationale bibliotheek van Australië: 61544543
- Nationale Bibliotheek van Israël: 987007259666705171
- Nationale Bibliotheek van Polen: a0000001183184
- Nederlandse Thesaurus van Auteursnamen: 069476756
- Istituto Centrale per il Catalogo Unico: BVEV041062
- LIBRIS: 182836
- SNAC: w6gx4hm8
- Système universitaire de documentation: 072315563
- Trove: 1844486
- Union List of Artist Names: 500353928
- Virtual International Authority File: 90633828
- WorldCat: E39PBJgmMCFjqvtGj78QRXxRrq